# Francisco Rubio
Francisco Carlos Rubio (* 11. prosince 1975) je americký pilot, letecký lékař a astronaut NASA, 589. člověk ve vesmíru. Při svém prvním kosmickém letu od podzimu 2022 do podzimu 2023 strávil 370 dní na Mezinárodní vesmírné stanici (ISS) jako člen Expedic 68 a 69.

## Dětství a vzdělání
Narodil se v Los Angeles v Kalifornii salvadorským rodičům. Prvních šest let života prožil v Salvadoru, poté se rodina přestěhovala do Miami na Floridě, kde Rubio navštěvoval střední školu Miami Sunset Senior High School. Poté vystudoval Vojenskou akademii Spojených států ve West Pointu a získal bakalářský titul v oboru mezinárodních vztahů.

## Vojenská kariéra
Poté, co nastoupil jako podporučík do americké armády, stal se pilotem vrtulníku UH-60 Blackhawk. Byl velitelem čety v 82. výsadkové divizi a velitelem roty 3. leteckého pluku. Jako pilot měl nalétáno přes 1 100 hodin, z toho 600 bojových hodin během operací v Bosně, Iráku a Afghánistánu.
Později získal doktorát medicíny (M.D.) na Uniformed Services University of the Health Sciences. Absolvoval také stáž rodinného lékařství ve Fort Benningu, armádní lokalitě nedaleko města Columbus v Georgii a je držitelem příslušné certifikace pro tento obor. 
Je absolventem Vysoké školy velení a generálního štábu americké armády.
Sloužil jako vedoucí kliniky a letecký lékař v Redstone Arsenal, vojenské lokalitě v Alabamě na pobřeží Mexického zálivu. V době, kdy byl vybrán jako kandidát na astronauta, byl lékařem 3. praporu 10. skupiny speciálních (výsadkových) sil ve Fort Carsonu v Coloradu.

## Kariéra v NASA
V roce 2017 byl jmenován členem 22. skupiny astronautů NASA a zahájil dvouletý výcvik. NASA 15. července 2022 oznámila jeho jmenování do Expedice 68 na ISS a současně jeho zařazení do posádky lodi Sojuz MS-22 v rámci první výměny místo v lodích Sojuz a Dragon. Současně byla ruská kosmonautka Anna Kikinová zařazena do posádky lodi SpaceX Crew-4.

### První kosmický let
Start Sojuzu MS-22 se uskutečnil 21. září 2022. Kromě Rubia byli na palubě velitel mise Sergej Prokopjev a palubní inženýr Dmitrij Petělin. Loď se po 3 hodinách letu spojila s ISS a posádka za další 3 hodiny vstoupila na palubu stanice.
Rubio sice na stanici přiletěl v ruské lodi, ale fakticky byl součástí čtyřčlenné posádky americko-evropsko-japonského segmentu stanice. Proto se spolu s Joshem Cassadou, kterého na stanici dopravila loď SpaceX Crew-5, zapojil do celkem tří výstupů do volného prostoru. První se uskutečnil 15. listopadu, trval 7 hodin a 11 minut a jeho cílem bylo především sestavení montážního držáku na pravém boku hlavní příhradové konstrukce stanice, což je nutné pro instalaci další dvojice nových solárních polí Rollout Solar Arrays (iROSA). Ta na stanici koncem listopadu 2022 přivezla nákladní loď SpaceX CRS-26 jako třetí a čtvrté z celkem šesti polí určených k namontování na hlavní nosník stanice a rozvinutí. Cassada s Rubiem vedle toho částečně dokončili instalaci souvisejících kabelů a dalších dílů. Výstup z přechodové komory modulu Quest začal ve 14:14 UTC a skončil ve 21:25 UTC.
K druhému výstupu se vydali 3. prosince 2022, poté, co byla obě pole 1. prosince pomocí robotické ruky ovládané zevnitř stanice vyjmuta z otevřeného prostoru na zádi nákladní lodi SpaceX CRS-26 a umístěna na odkládací pozici na pravé straně hlavního nosníku. Výstup trval od 12:16 do 19:21 UTC a Cassada s Rubiem tak mimo stanici strávili 7 hodin a 5 minut, během kterých – opět pomocí robotické ruky – přenesli první z panelů na místo instalace, přimontovali ho k držáku sestavenému během předchozího výstupu 15. listopadu a připojili ho k elektrickému systému stanice. Uvolněním pouhých dvou šroubů pak umožnili, aby se panel samovolně rozvinul. Rubio výstupem zvýšil celkovou dobu pobytu mimo stanici na 14 hodin a 16 minut. Při třetím výstupu 22. prosince 2022 od 13:19 do 20:27 UTC pak podobným postupem zprovoznili i druhé z nových solárních polí. Rubio si připsal dalších 7 hodin a 8 minut výstupu do volného prostoru a zvýšil celkovou dobu na 21 hodin a 24 minut.
Během připravovaného výstupu do volného prostoru, který měli 15. prosince 2022 absolvovat jeho ruští kolegové ze Sojuzu MS-22, se na servisním modulu jejich lodi objevil silný únik chladiva z chladicího systému lodi. Kvůli události byly všechny další výstupy do volného prostoru odloženy na neurčito, dokud nebude zjištěno, nakolik loď je nebo není schopna odvézt posádku bezpečně zpět na Zemi. Po vyhodnocení všech dostupných informací Roskosmos rozhodl, že se Sojuz MS-22 vrátí na Zemi bez posádky, ale až poté, co se ke stanici připojí Sojuz MS-23, který naopak bez posádky přiletí a stane se návratovou lodí všech tří kosmonautů, kteří na ISS přiletěli v Sojuzu MS-22. A současně jejich záchrannou lodí pro případ mimořádných situací. To se také stalo po připojení Sojuzu MS-23 ke stanici 26. února 2023, a to v okamžiku, kdy Prokopjev s Petělinem do jeho přistávací kabiny instalovali své osobní tvarované vložky do sedadel umístěné dosud v Sojuzu MS-22 (2. března), resp. s umístěním třetí vložky třetího člena posádky Rubia, která byla do té doby provizorně upevněna v lodi Dragon Endurance (6. března 2023). Všichni tři kromě toho přešli také z Expedice 68 do Expedice 69, která začala začala 28. března 2023 v 09:57:27 UTC, v okamžiku odpojení prázdné lodi Sojuz MS-22.
Návrat Sojuzu MS-23 se uskutečnil 27. září 2023 – od stanice se loď odpojila v 07:54:21 UTC a nedaleko kazašského města Žezkazganu přistála v 11:17 UTC. Prokopjev, Petělin a Rubio, kteří v Sojuzu MS-22 odstartovali k ISS již 21. září 2022, setrvali na oběžné dráze 370 dní, 21 hodin a 22 minut, což jim zajistilo sdílené 3. až 5. místo v historické tabulce nejdelších jednotlivých letů. Rubio současně ustavil nový rekord v délce jednotlivého letu mezi Američany a zařadil se na 9. místo v dlouhodobém pořadí celkového času stráveného ve vesmíru americkými astronauty.

## Ceny a vyznamenání
Rubio je držitelem Bronzové hvězdy, Medaile za zásluhy a Medaile za úspěchy v armádě a několika amerických leteckých odznaků (Senior US Army Aviator, Pathfinder, Air Assault a Parachutist).[3]

## Osobní život
Rubio používá zkrácenou podobu svého křestního jména Frank.
Se svou manželkou Deborah mají čtyři děti.